# Mark Evans

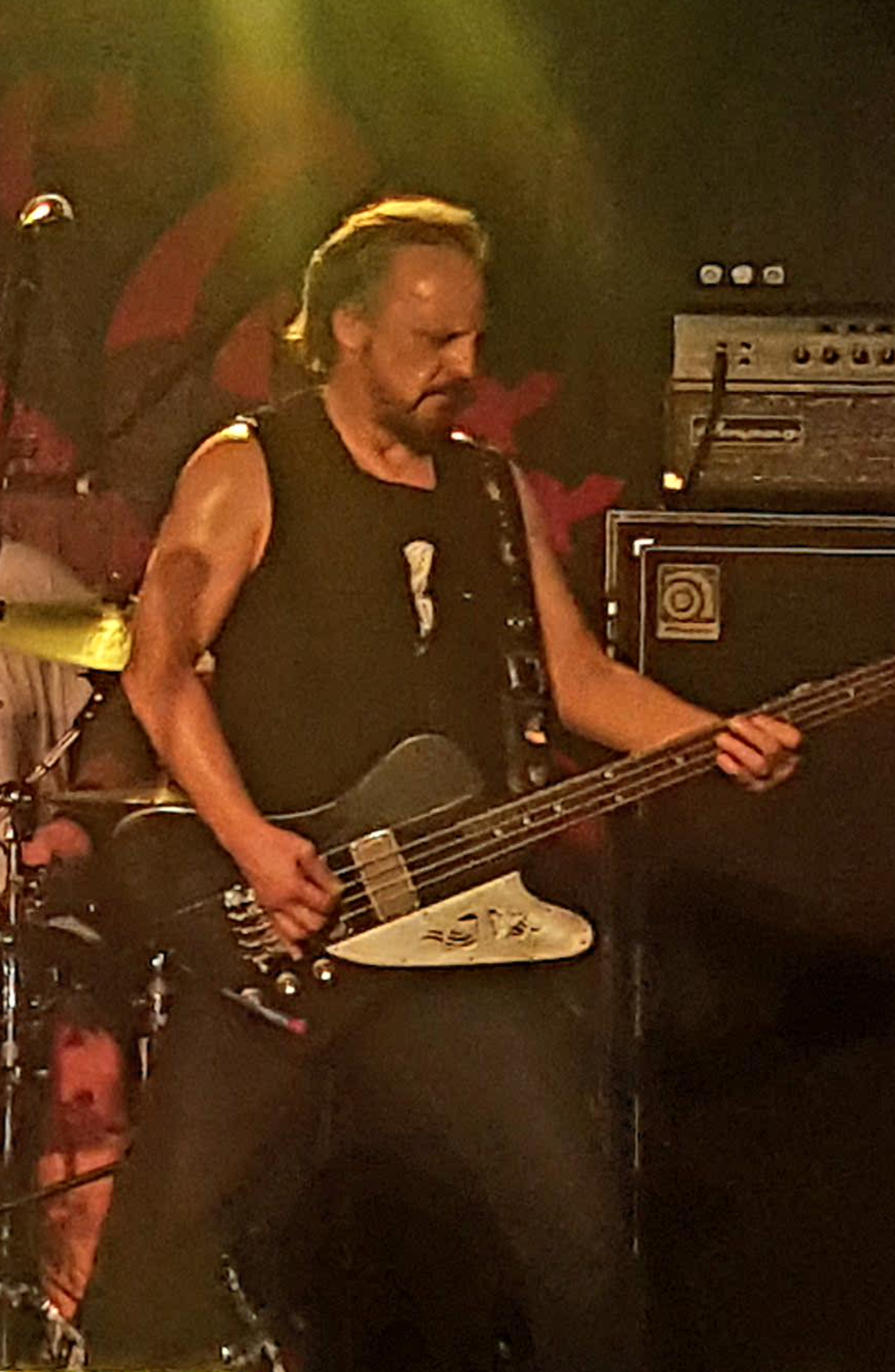
Mark Evans (2018)

Mark Whitmore Evans (* 2. März 1956 in Melbourne, Victoria, Australien) ist ein australischer Musiker. Der Bassist war von 1975 bis 1977 Mitglied der Hardrock-Band AC/DC.

## Werdegang
Evans kam 1975 durch eine Zeitungsanzeige zu AC/DC und spielte von da an für die Dauer von drei Alben die Bassgitarre. 1977 stieg er dann wieder aus und wurde durch Cliff Williams ersetzt.
Seinen ersten Auftritt mit der Band hatte Evans am 1. April 1976 in Australien, seinen letzten vermutlich am 29. April 1977 in der Offenbacher Stadthalle (Deutschland).

## Seine Zeit bei AC/DC
Innerhalb der Band wurde Evans oft der „Sandmann“ genannt, weil er die Angewohnheit hatte, nach einem Konzert im Tourbus sofort einzuschlafen. Freundschaftlich verbunden innerhalb der Band war er mit Phil Rudd und Bon Scott.

## Spätere Bands
- Contraband
- Cheetah
- Heaven
- Tice & Evans (aktuell)
- Rose Tattoo (aktuell)

## Diskografie aus der Zeit mit AC/DC
- 1974 ’74 Jailbreak (erschienen 1984)
- 1975 High Voltage
- 1975 T.N.T.
- 1976 Dirty Deeds Done Dirt Cheap
- 1977 Let There Be Rock